# Irritabilidade
Irritabilidade é uma resposta excessiva ou demasiado intensa a um estímulo. A irritabilidade pode se manifestar de diversas formas, desde uma contração num organismo unicelular ao ser tocado até respostas envolvendo os sentidos de animais e plantas superiores de forma complexa.
Do latim irritabilĭtas, a irritabilidade é a propensão para se irritar (sentir ira ou uma excitação mórbida num órgão ou numa parte do corpo). Pode definir-se como sendo a capacidade que possui um organismo vivo de reagir ou responder de forma não linear perante um estímulo.

Segundo (Pedro C. António,2019) A irritabilidade, por conseguinte, permite que um organismo identifique qualquer mudança negativa no meio envolvente e reaja face a essa alteração. Esta resposta pode ter efeitos patológicos ou fisiológicos.